# Campeonato Acreano 2003
In 2003 werd het 74ste Campeonato Acreano gespeeld voor clubs uit de Braziliaanse staat Acre. De competitie werd georganiseerd door de Federação de Futebol do Estado do Acre en werd gespeeld van 4 mei tot 11 juli. Er werden twee toernooien gespeeld, omdat Rio Branco beide won was er geen finale om de titel nodig.

## Eerste toernooi
| Plaats | Club          | Wed. | W | G | V | Saldo | Ptn. |
| ------ | ------------- | ---- | - | - | - | ----- | ---- |
| 1.     | Rio Branco    | 6    | 5 | 1 | 0 | 22:3  | 16   |
| 2.     | Vasco da Gama | 6    | 5 | 1 | 0 | 14:5  | 16   |
| 3.     | Juventus      | 6    | 3 | 0 | 3 | 9:9   | 9    |
| 4.     | Independência | 6    | 3 | 0 | 3 | 7:9   | 9    |
| 5.     | Atlético      | 6    | 2 | 0 | 4 | 10:12 | 6    |
| 6.     | ADESG         | 6    | 2 | 0 | 4 | 5:17  | 6    |
| 7.     | Andirá        | 6    | 0 | 0 | 6 | 5:17  | 0    |

|  | Finale eerste toernooi |

Finale
|               |            |       |               |  |
| 5 juni Finale | Rio Branco | 1 – 0 | Vasco da Gama |  |
| 5 juni Finale |            |       |               |  |

## Tweede toernooi
| Plaats | Club          | Wed. | W | G | V | Saldo | Ptn. |
| ------ | ------------- | ---- | - | - | - | ----- | ---- |
| 1.     | Rio Branco    | 6    | 5 | 1 | 0 | 18:1  | 16   |
| 2.     | Vasco da Gama | 6    | 4 | 0 | 2 | 13:8  | 12   |
| 3.     | Juventus      | 6    | 3 | 1 | 2 | 9:8   | 10   |
| 4.     | ADESG         | 6    | 3 | 1 | 2 | 13:13 | 10   |
| 5.     | Andirá        | 6    | 2 | 0 | 4 | 7:10  | 6    |
| 6.     | Independência | 6    | 1 | 1 | 4 | 8:14  | 4    |
| 7.     | Atlético      | 6    | 1 | 0 | 5 | 5:19  | 3    |

|  | Geplaatst voor finale |

### Kampioen
| Campeonato Acreano de 2003      |
| Acre                            |
| ------------------------------- |
| RIO BRANCO Kampioen (36° titel) |